# Gabèsbukten
Gabèsbukten (historiskt: Lilla Syrten, latin Syrtis Minor) är en bukt i Medelhavet på Tunisiens ostkust; söder om Tunisbukten mellan Tunis och Tripoli. Bukten är cirka 120 km bred. I bukten ligger ön Djerba och Kerkennaöarna.